# Вотылёвка
Вотылёвка (укр. Вотилі́вка) — село в Лысянском районе Черкасской области Украины.
Население по переписи 2001 года составляло 753 человека. Почтовый индекс — 19314. Телефонный код — 4749.

## Объекты социальной сферы
История Вотылевской школы
- 1889 — действовала церковно-приходская школа
- 1917 год — основана начальная школа
- Март 1918 года — организована начальная Трудовая школа
- 1933 год — на базе начальной школы создана семилетняя школа
- 1937 год — расширено здание школы на четыре классных комнаты
- 1945—1959 гг. — семилетняя школа
- 1960 год — в школе был организован восьмой класс
- 1969—1970 г.г. — восьмилетняя школа реорганизована в девятилетнюю
- 1975—2002 уч.г. — школа реорганизована в среднюю с 10-летним сроком обучения
- 1997—1998 уч.г. — реорганизовано среднюю школу с 11-летним сроком обучения
- 2001—2002 уч.г. — средняя школа с 11-летним сроком обучения реорганизована в школу с 12-летним сроком обучения
- 2004 год — общеобразовательная школа I—III ступеней им. М. В. Галкина реорганизована в учебно-воспитательный комплекс

Руководители школы:
- 1944—1947 г.г. — Голубченко Иван Потапович
- 1947—1952 г.г. — Бердичевский Григорий Андреевич
- 1952—1953 г.г. — Шевченко (И. О. не сохранились)
- 1953—1959 г.г. — Зозуля Михаил Никитич
- 1960—1965 г.г. — Сиротенко Борис Алексеевич
- 1965—1966 г.г. — Полищук Иван Артемович
- 1967—1972 г.г. — Палий Николай Лукич
- 1972—1982 г.г. — Гантух Валентина Романовна
- 1982 — Лацыба Владимир Павлович
- 2017 по настоящее время Вовковинская Людмила Васильевна

Дыханием свежего ветра наполнилось жизни села с открытием в 1935 году Вотилевськой средней школы. За время своего функционирования из стен учебного заведения выпущено 590 учеников. Трудовую деятельность в школе проходили 105 педагогов!
В 1937 году, на базе начальной школы, был расширен здание школы на 4 классные комнаты. После этого здание школы имело 8 классных комнат, а также естественный и физический кабинеты. В период оккупации немецко-фашистские захватчики одну часть школы повредили, а в 1946 году она была отремонтирована. Семилетняя школа существует с 1933 года, она выпустила 1285 человек. В 1960 году в школе был организован восьмой класс. После 8 класса учащиеся школы получали среднее образование в Федюкивской и Виноградский школах. 10 января 1971 была открыта новая средняя школа, двухэтажное, с хорошо оборудованными классными кабинетами, мастерской, спортивным залом и столовой. В школе ежегодно обучались более 220 учнив. 22 июля 1980 Вотылевськой средней школе было присвоено звание — имени Героя Советского Союза М. В. Галкина.

## Известные люди
- Беренко, Павел Григорьевич (1903—1955) — участник Великой Отечественной войны 1941—1945 гг., полный кавалер ордена Славы.

## Местный совет
19314, Черкасская обл., Лысянский р-н, с. Вотылевка